# تدرج السيدة أمهيرست
تدرج السيدة أمهيرست (الاسم العلمي: Chrysolophus amherstiae)، نوع من الطيور التي تتبع جنس ذو العرف الذهبي وفصيلة التدرجية. وسُمي هذه النوع بأمهيرست إحياءاً لذكرى سارة أمهيرست، زوجة وليام بيت أمهيرست، الحاكم العام للبنغال، التي كانت مسؤولة عن إرسال أول عينة من هذه الطائر إلى لندن في عام 1828.
أعطانه الأصلية جنوب غرب الصين وشمال بورما.

## معرض صور

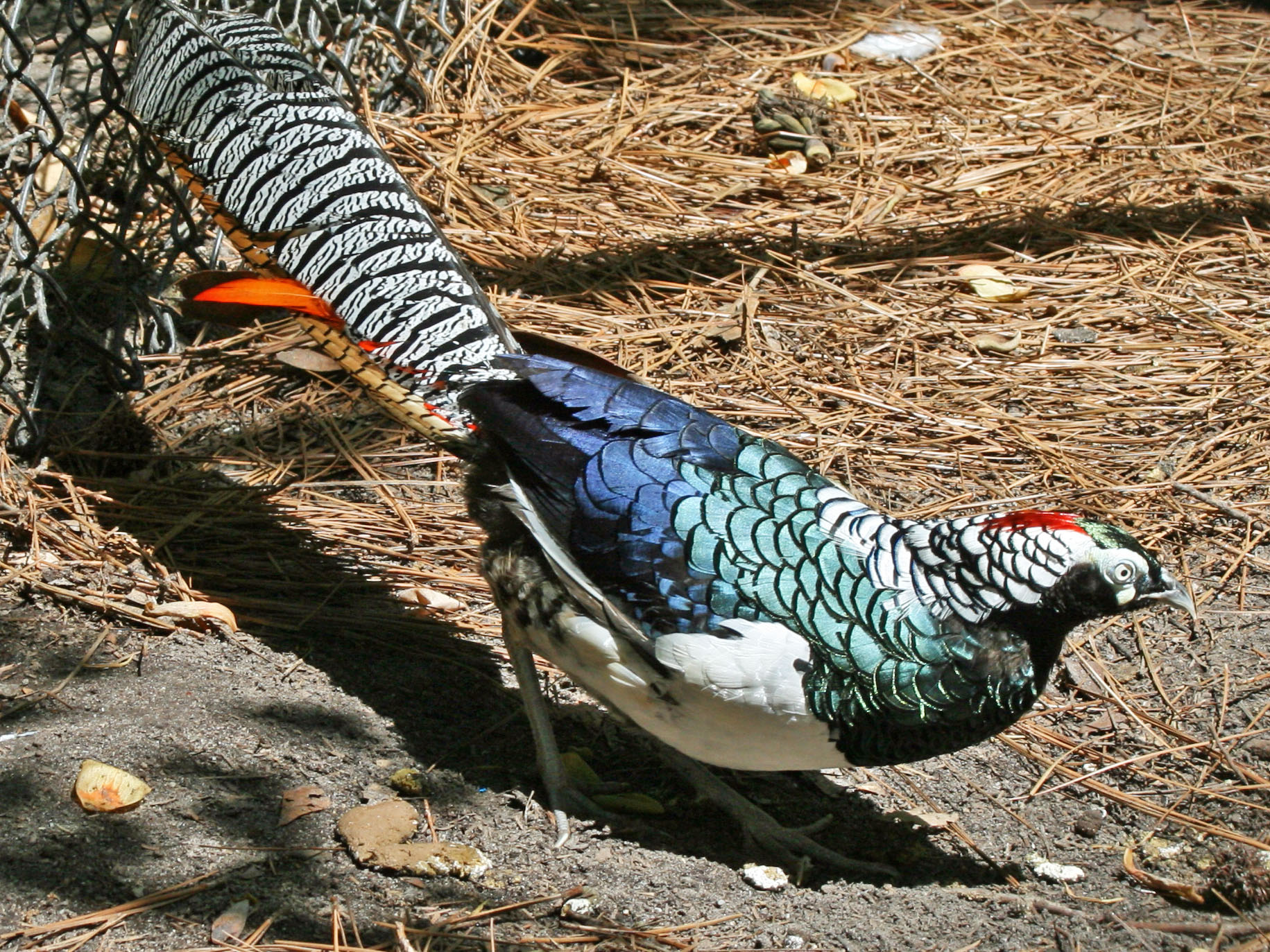
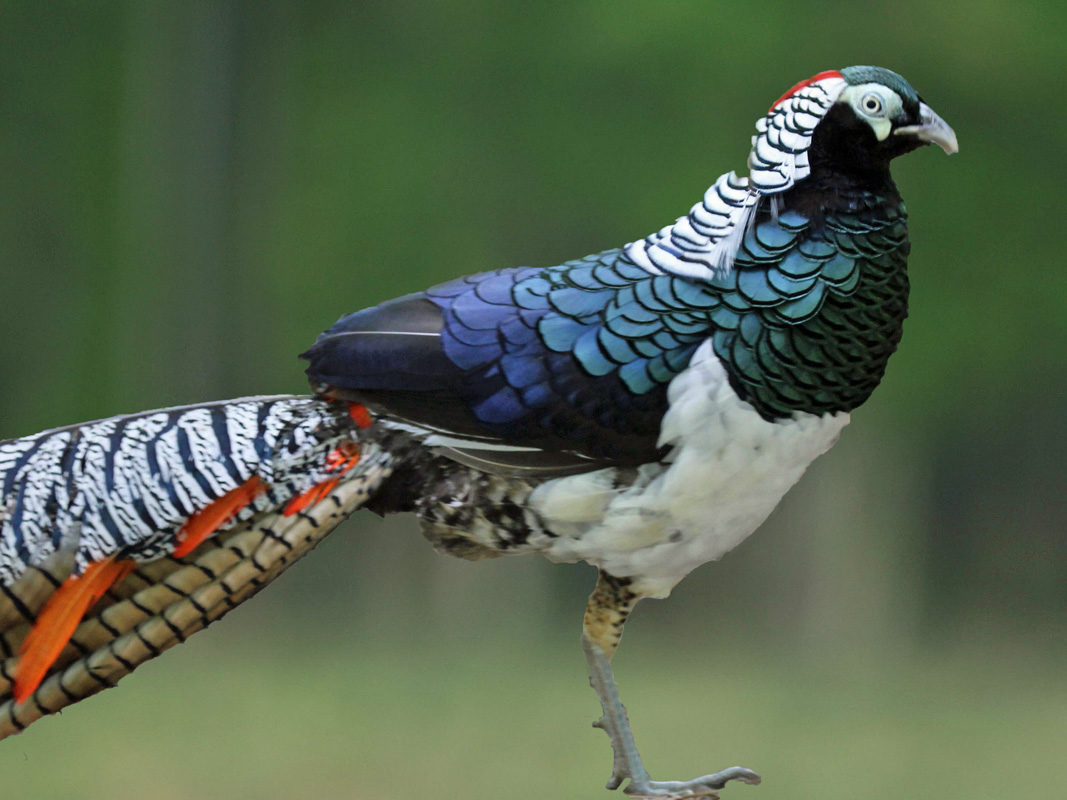
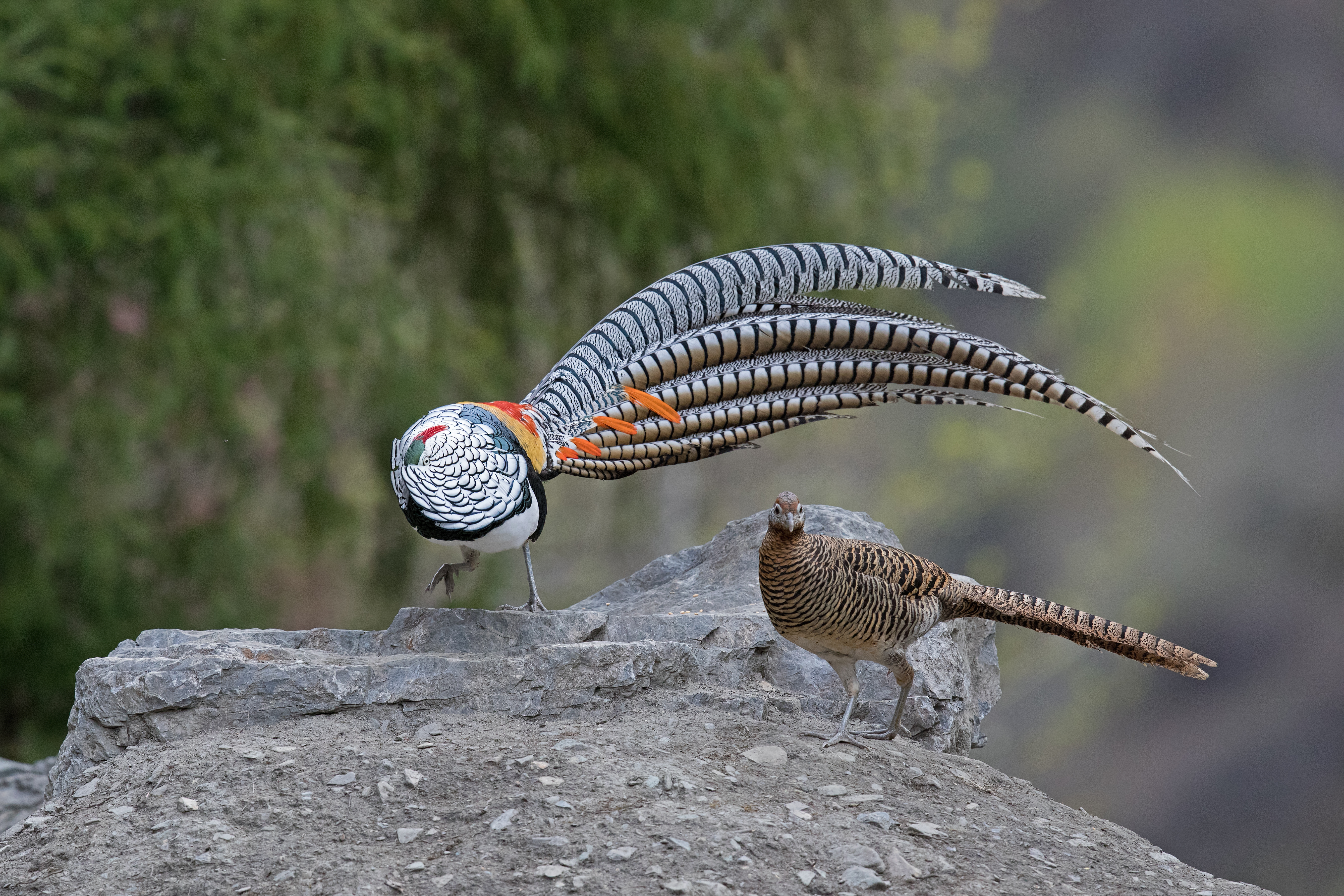
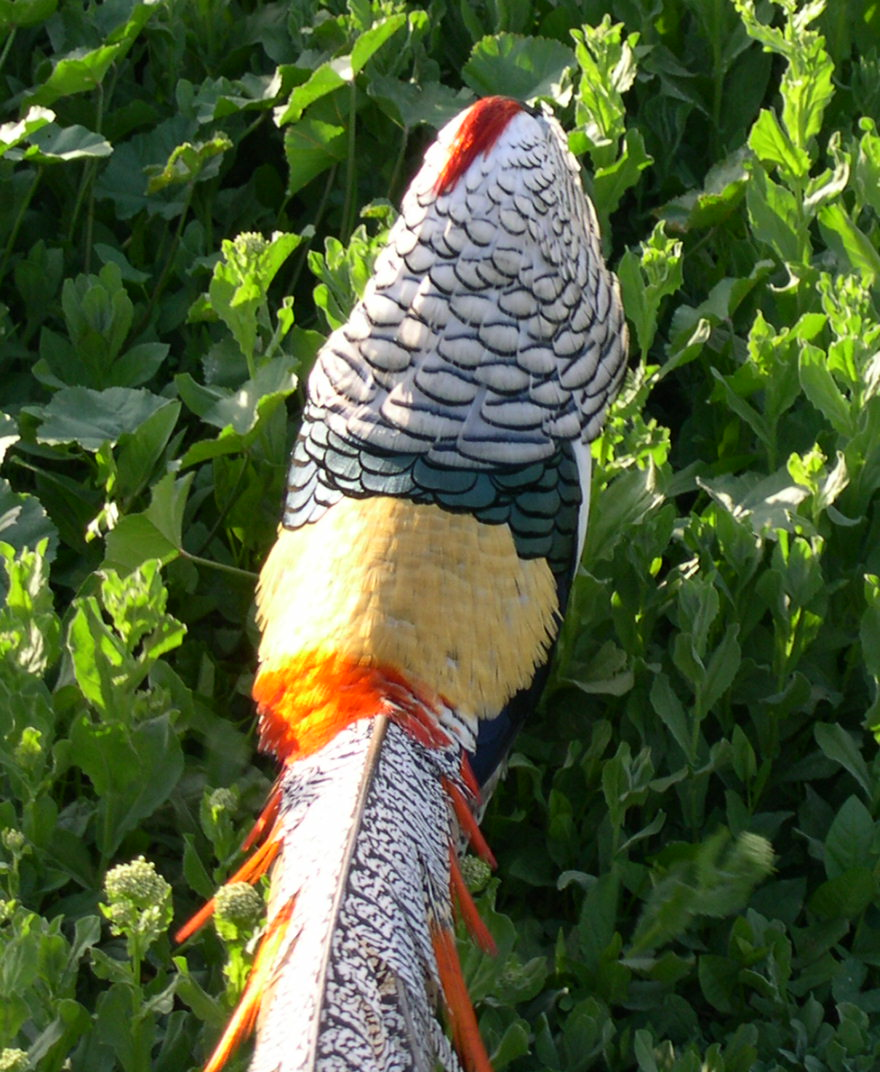
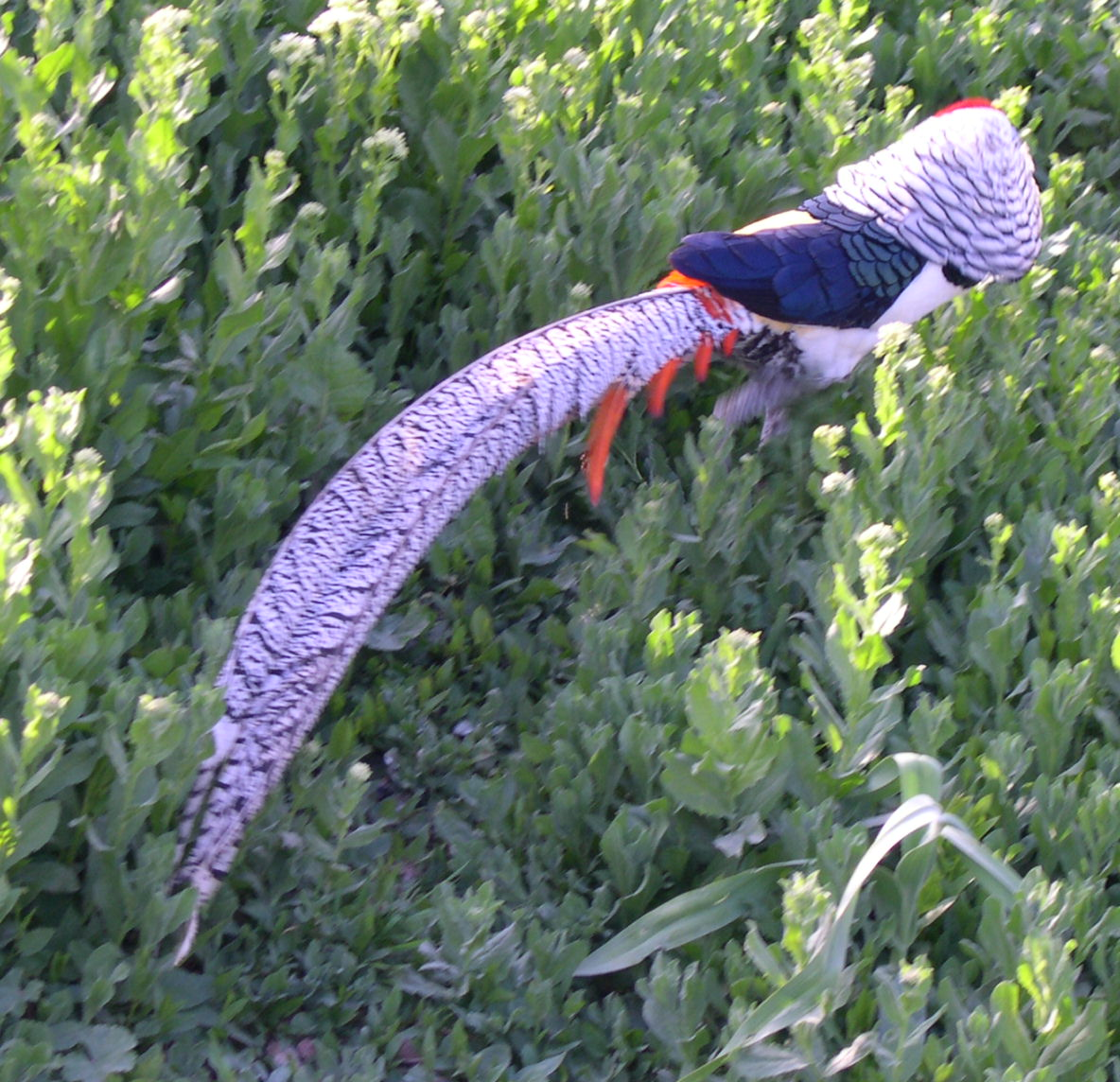